# Arcëm Parachoŭski
Arcëm Mikalaevič Parachoŭski, traslitterato anche come Artsiom Parakhouski (in bielorusso Арцём Мікалаевіч Парахоўскі?; Minsk, 6 ottobre 1987), è un cestista bielorusso.

## Carriera
Il 1º luglio 2011 firma per la Pallacanestro Cantù, ma dopo una giornata di campionato (in cui non viene utilizzato) rescinde il contratto il 15 ottobre.

## Palmarès

### Squadra
- Campionato lettone: 1

VEF Riga: 2010-11
- Campionato israeliano: 1

Maccabi Tel Aviv: 2017-18
- Coppa di Lituania: 1

Lietuvos rytas: 2018-19
- Coppa di Lega israeliana: 1

Maccabi Tel Aviv: 2017
- Supercoppa ABA Liga: 1

Partizan Belgrado: 2019

### Individuale
- MVP Lega Baltica: 1

VEF Rīga: 2010-11
- MVP Coppa di Lituania: 1

Lietuvos rytas: 2018-19